# Monica De La Cruz
Monica De La Cruz (Brownsville, 11 novembre 1974) è una politica statunitense, membro della Camera dei Rappresentanti per lo stato del Texas dal 2023.

## Biografia
Nata a Brownsville, fu cresciuta da una madre single che lavorava come segretaria. Laureata in marketing presso l'Università del Texas a San Antonio, Monica De La Cruz studiò spagnolo presso l'Università nazionale autonoma del Messico. Fu stagista presso la Turner Entertainment e lavorò per la sezione latinoamericana di Cartoon Network. Intraprese successivamente l'attività di agente assicurativo.
Politicamente attiva con il Partito Repubblicano, nel 2020 si candidò alla Camera dei Rappresentanti sfidando il deputato democratico in carica Vicente González, ma perse le elezioni per tre punti percentuali.
Due anni dopo, a seguito della riconfigurazione dei distretti congressuali, González concorse per un'altra circoscrizione e Monica De La Cruz si candidò per la seconda volta nel quindicesimo distretto del Texas. In questa occasione, riuscì a sconfiggere l'avversaria democratica Michelle Vallejo con un margine di scarto di oltre otto punti e venne eletta. Divenne così la prima esponente del Partito Repubblicano a rappresentare il distretto fin dalla sua creazione nel 1903, oltre che la prima repubblicana latina eletta al Congresso dal Texas.
Sposata due volte e madre di due figli, nel corso delle pratiche per il divorzio con il secondo marito Juan Gabriel Hernandez, venne da questi accusata di maltrattamenti fisici e verbali nei confronti della figliastra adolescente, negati dalla De La Cruz.